# منوتشهر إقبال
منوتشهر إقبال (بالفارسية: امامزاده یحیی) (مواليد 1909 - توفي 1977) كان سياسي وطبيب في جامعة طهران والرئيس التنفيذي للشركة الوطنية الإيرانية للنفط ورئيس وزراء إيران. 

## روابط خارجية
- منوتشهر إقبال على موقع مونزينجر (الألمانية)